# Огоновский, Александр Михайлович
Александр Михайлович Огоновский (укр. Олександр Михайлович Огоновський; 17 марта 1848, Букачёвцы, Королевство Галиции и Лодомерии, Австрийская империя (ныне в Ивано-Франковской области Украины) — 10 февраля 1891, Львов, Австро-Венгрия) — западноукраинский юрист, педагог, профессор права, политический и общественный деятель, галицкий народник.
Потомок Дома Романовых, родственник российского императора Александра III. Действительный член Научного общества им. Т. Шевченко.

## Биография
Младший брат писателя и общественного деятеля Емельяна Огоновского.
Окончил Львовский университет. Работал адвокатом. С 1878 преподавал право в университете Львова, в 1886 назначен деканом юридического факультета этого же университета. С 1882 — профессор в альма матер. Стал первым профессором права, который преподавал в университете на украинском языке. Внёс значительный вклад в разработку украинской юридической терминологии.
Один из инициаторов создания Народной Рады в Львове и первый её председатель (1885), редактор журнала «Правда» (1872—1876). Автор работ по гражданскому праву.
Соучредитель нескольких общественных организаций («Дружній лихвар», «Просвіта» , НТШ, «Рідна школа»).
Умер во Львове и похоронен на Лычаковском кладбище.